# Saúl Chernijovski
Saúl Chernijovski (en lengua hebrea שאול טשרניחובסקי y en ruso Саул Гутманович Черниховский; Mijáilovka, 20 de agosto de 1875 - Jerusalén, 14 de octubre de 1943) fue en escritor, poeta y traductor judío de nacionalidad rusa.

## Biografía
Nacido en una aldea de una rica región de Crimea, entonces rusa y ahora ucraniana, a los catorce años fue llevado a Odesa, gran centro del renacimiento cultural y nacional judío y residencia de ilustres escritores y hombres de letras del movimiento presionista Hovevei-Zion o "Amantes de Sion". Pronto comenzó a componer versos audaces y originales al mismo tiempo que aprendía francés, inglés, alemán, latín y griego. En 1899 se estableció en Heidelberg, en cuya universidad estudió Ciencias Naturales y Medicina durante cuatro años, durante los cuales además se casa y compone bellos poemas. En 1904 se trasladó a Lausana, donde obtuvo el título de doctor en Medicina en la especialidad de cirugía y tres años después regresó a Rusia. En 1911 aparece una recopilación completa de las numerosas composiciones escritas por él hasta la fecha. Movilizado en la Guerra Europea, actuó como médico. Después, en la capital rusa, escribió numerosos artículos para la Enciclopedia judaica y, tras varias vicisitudes, desplegando siempre una gran actividad intelectual y poética, se dirigió a Palestina en 1925. Fue calurosamente recibido, pero no logró aclimatarse y regresó a Europa. Estuvo en Polonia, Países Bálticos y Berlín; pasó a los Estados Unidos y nuevamente volvió a Berlín, hasta que finalmente se afincó en Palestina (1931), residiendo primero en Jerusalén y luego en Tel Aviv, la ciudad editora ya entonces de Israel, consagrado a trabajos literarios diversos, la Medicina y la poesía. Todavía realizó diversos viajes a Europa y América. En 1936 fue galardonado con el premio Biálik. En 1943 se fue a vivir a un arrabal de Jerusalén junto con su esposa y su hija y allí murió el 14 de septiembre del mismo año.
Al contrario de Biálik, lírico poseído por un sentimiento trágico y anhelos de redención de su pueblo, Chernijovski, quizá debido a su formación humanística clásica y sus andanzas cosmopolitas, sitúa en un primer plano los ideales del judaísmo y sus relaciones universales con el mundo y la vida y solamente en segundo término sus aspiraciones e infortunios. Además introduce un nuevo fermento en la vida e intelectualidad judaica, el secular, y la asimila culturalmente con otros pueblos, buscando la emancipación total del gueto y en ocasiones hasta del peso de la tradición, sin que esto implique falta de amor a su pueblo y de adhesión a su historia e ideales, sino más bien una nueva forma de realización de estos. Pero Universalismo y Humanismo son sus notas dominantes.

## Lírica

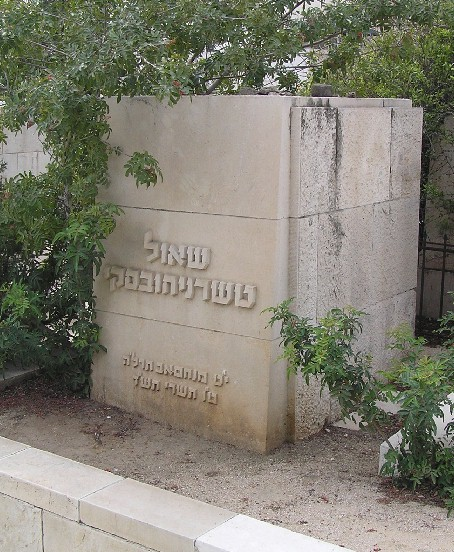
Tumba de Chernijovski en Tel Aviv.

Como poeta su obra es inmensa: Canciones, Idilios, Sonetos son títulos de algunas de sus colecciones. Visiones y melodías es su primer libro, publicado por mediación de J. Klausner, y recoge poemas escritos durante su periodo en Odesa. Su tono es puramente humano, con tintes eróticos y nota a veces no judaica que dificultó su acogida. El sentimiento de la naturaleza es el tema principal de Coloquio antiguo y de Nocturno, que celebra el encanto misterioso de la noche. Otros libros suyos son Historias de primavera y En presencia del mar; en este último libro celebra al héroe judío Simón Barcoquebas. Su enamoramiento de la belleza en todas sus expresiones, pero sobre todo en la espiritual, se manifiesta en Las tres coronas, fundada en una leyenda talmúdica sobre el rabino Yohanán, y en Las tres verdades (individual, social, estética). El entusiasmo del autor por la cultura helénica se deja notar en numerosos poemas de tema mitológico, histórico o artístico griego y en el libro Sonetos del paganismo, pero siempre aparece subyacente el factor hebraico, porque el poeta es ante todo judío, y son numerosísimas las composiciones sobre esta tradición, como "Visiones de los falsos profetas", "La noche de Hanuká" y "Baruk de Maguncia", publicado este último a raíz del terrible Pogromo de Kishinev (1903). Este poema se funda en una leyenda del tiempo de las Cruzadas embellecida por el poeta; es uno de los más hermosos poemas narrativos de a literatura hebrea moderna, donde se pinta con fuerte colorido la tragedia milenaria del pueblo judío. Después de las matanzas en Ucrania entre 1918 y 1920, compuso "Esta será nuestra venganza". Poema de acentos sionistas es "Vida nueva" y en "Suspiros del arpa" los lamentos dan lugar luego a notas de esperanza. La flauta es una colección de poesías infantiles compuestas para ser cantadas; también compuso un poema descriptivo donde pinta irónica y satíricamente el movimiento bolchevique de los primeros años. Su último libro, cuando ya se sentía herido de muerte por la enfermedad, es Lejanas estrellas del firmamento, donde se despide de todas las cosas, personas y lugares que amó.

## Traducciones
Como traductor su labor fue gigantesca, vertiendo al hebreo numerosas obras maestras de la literatura mundial: Teócrito, Anacreonte, Sófocles (Edipo rey), Horacio, la Iliada y la Odisea de Homero, Goethe, Shakespeare, Molière, Pushkin, Heine, Byron, Shelley, el Kalevala finlandés, los Edda islandeses, la Epopeya de Gilgamesh asiria, etc. De esta manera completó su programa de asimilación de la cultura clásica y universal en el hebraísmo moderno, que, indirectamente, y quizá con mayor eficacia aún, realizó en tantas de sus composiciones.